# Neo-Geo
De Neo-Geo is een spelcartridge-gebaseerd spelcomputersysteem en werd in 1990 door het Japanse SNK ontwikkeld. Het systeem lag jaren voor op andere spelcomputersystemen uit dat tijdperk en bood grote, kleurrijke 2D-graphics en geluid van uitstekende kwaliteit. Het vormde een platform voor arcadespellen in de speelhal maar het systeem was ook verkrijgbaar als, relatief dure, spelcomputer voor thuisgebruik.
De twee verkrijgbare versies van het Neo-Geo-systeem waren:
- AES, Advanced Entertainment System (thuisgebruik)
- MVS, Multi Video System (speelhal)

## Geschiedenis
Aanvankelijk was het systeem voor thuisgebruik enkel te huur of beschikbaar voor hotelomgevingen maar al spoedig begon SNK het systeem te verkopen nadat uit reacties van gebruikers bleek dat men bereid was om hieraan geld te besteden. Vergeleken met andere spelcomputers uit die periode was de NeoGeo AES een erg krachtig systeem. Het huissysteem beschikte over twee processoren: een Motorola 16 bit-68000-hoofdprocessor van 12 MHz en een Zilog 8 bit-Z-80A-reserveprocessor van 4 MHz. De belangrijkste processor in het systeem was 50 procent sneller dan de 68000-processor in de Sega Mega Drive. De Neo-Geo AES had ook het voordeel van gespecialiseerde audio- en videochipsets. Door de speciaal ontwikkelde videochipset kon het systeem 4096 kleuren gelijktijdig op het beeldscherm weergeven en 380 individuele sprites tonen (de Mega Drive kwam niet verder dan 64 kleuren en 80 individuele sprites) terwijl het systeem door de ingebouwde Yamaha 2610-geluidschip over 15 geluidskanalen van cd-kwaliteit kon beschikken met zeven kanalen speciaal gereserveerd voor digitale geluidseffecten.
Niettemin, droeg deze extreme kracht een hoog prijskaartje. De geplande introductieprijs van de spelcomputer was geraamd op $599,00 Amerikaanse dollar en zou worden geleverd met twee joysticks en een computerspel (men had de keuze uit Baseball of NAM-1975). Dit plan werd echter al snel verlaten en toen het systeem nationaal werd gelanceerd hing er een prijskaartje aan van $ 649,99 Amerikaanse dollar, inclusief twee joysticks, een geheugenkaart en een meegeleverd spel Magician Lord. Dit pakket werd het "Gold System" gedoopt. Er was ook een Silver System-pakket verkrijgbaar met slechts één joystick, geen geheugenkaart en zonder meegeleverd spel. De spellen waren verkrijgbaar vanaf $200 (en hoger). Met deze relatief hoge prijzen, prijzen die veel gamers zich niet konden veroorloven, was het systeem voornamelijk gericht op een nichemarkt binnen de spelcomputermarkt.
De Neo-Geo werd verder gedreven in haar nichemarkt en cultstatus doordat de heersende spelstroming verschoof van 2D naar 3D-graphics. Maar ondanks die verschuiving hield de kwaliteit van Neo-Geo-spellen in de speelhallen het systeem fier overeind en in het bijzonder in Japan, waar elk nieuw deel in King Of Fighters-reeks een klein oproer veroorzaakte.
Het laatste spel dat voor de Neo-Geo verscheen was Samurai Spirits Zero Special op 19 oktober 2004. Oorspronkelijk waren de spelcartridges niet beveiligd door een vorm van copy protection, latere cartridges werden echter wel van een dergelijke bescherming voorzien en dat de softwarepiraterij voor een bepaalde periode wist te verhinderen. Een van de belangrijkste factoren die een eind bracht aan de levensduur van het systeem kwam toen bootleggers erin slaagden de cartridgebeveiliging te verslaan, wat uiteindelijk leidde tot piraterij van de rom-gegevens op de cartridges. Eind 1997 hield SNK op met het vervaardigen van huisconsoles maar de software werd nog vele jaren daarna geproduceerd voor beide systeemformaten. Gemeten vanaf de introductie van het spelsysteem in 1990 tot aan de publicatie van de laatste spelcartridge voor thuisgebruik in 2004 maakt de veertienjarige ondersteuning van het Neo-Geo-systeem door SNK het tot het langstlevende spelsysteem voor thuisgebruik. Per 31 augustus 2007 stopt SNK helemaal met de ondersteuning van de Neo-Geo. Veel spellen zullen op andere consoles uitgebracht worden.

## Technische aspecten
Elk joystick was 6,35 cm (2½ inch) hoog, 27,94 cm (11 inch) lang en 20,32 cm (8 inch) breed en had dezelfde de lay-out met vier knoppen als de MVS-speelhalkast.
De speelhalmachines beschikten over een geheugenkaartsysteem waarop een speler een spel kon opslaan om op later tijdstip verder te spelen, en opmerkelijk genoeg konden de opgeslagen gegevens ook worden gebruikt om het spel te spelen op SNK's thuisvariant van het Neo-Geo-systeem.
De speelhalvariant van de hardware wordt vaak aangeduid met MVS (wat voor Multi Video System staat) en was verkrijgbaar in een 1-, 2-, 4- en 6-groefsvariant. De laatste was geschikt om zelfs zes spelcartridges in één machine te laden, terwijl zijn spelcomputertegenhanger (voor thuisgebruik) werd aangeduid met "AES" (wat voor Advanced Entertainment System staat) en waarschijnlijk bedoeld was om zich te onderscheiden van Nintendo's NES die destijds de spelcomputermarkt domineerde.
De programmacode is voor beide hardwaresystemen, de MVS en AES, hetzelfde. In feite waren de eigenaars in staat om EPROM's van één (systeem)type uit te wisselen met het andere type, en het spel zou nog lopen. De programmadetails voor zowel de MVS- als AES-spelopties waren opgenomen in de ROM-chip van een spel, ongeacht of de cartridge nu voor thuis- of speelhalgebruik was bedoeld. Nochtans hadden de speelhal- en spelcomputercartridges een afwijkende connectorpinlay-out en was ontworpen om exploitanten van speelhallen te verhinderen de goedkopere, voor thuisgebruik bestemde cartridges te gebruiken in de speelhalvariant van de hardware.

## ROM-grootte en opstartschermen
De specificatie van de ROM-grootte was tot 330 megabits, vandaar dat het systeem tijdens het opstarten "MAXIMUM 330 MEGA - PRO GEAR SPEC" weergaf. Zonder dat er technische veranderingen vereist waren om het te bereiken, lieten sommige spellen, met meer dan 100 megabits aan spelgegevens, dit scherm volgen door een animatie die "The 100 Mega Shock" weergaf. De ROM-groottespecificatie werd later verbeterd voor cartridges met bank switching-geheugentechnologie - dit vergrootte de maximum cartridgegrootte tot ongeveer 1 gigabit. Deze nieuwe cartridges gaven ook een afwijkend opstartscherm weer, namelijk GIGA POWER om te wijzen op de vergroting van de cartridgegrootte.

## Andere Neo-Geo systemen
Verschillende systemen voor thuisgebruik werden ontwikkeld die waren gebaseerd op dezelfde hardware als de speelhalvariant. Ook werden er twee handzame en draagbare systemen ontwikkeld onder de naam Neo-Geo Pocket.
- Hyper Neo-Geo 64 (speelhal)
- Neo-Geo CD
- Neo-Geo CDZ
- Neo-Geo Pocket
- Neo-Geo Pocket Color

## Systeemspecificaties

### Processoren
- processor: Motorola 68000 (12 MHz), Zilog Z80 (4 MHz)
- geluidschip: Yamaha YM2610 15-kanaals (waarvan 7 digitaal, 4 FM-synthese, 3 PSG en 1 ruiskanaal)

### Weergave
- resolutie: 320×224
- kleurenpalet: 65.536
- maximaal aantal kleuren op het scherm: 4.096
- maximaal aantal sprites op het scherm: 380
- minimale spritegrootte: 1×2
- maximale spritegrootte: 16×512
- maximaal aantal planes: 3
- aspectverhouding: 4:3

### Geheugen
- intern geheugen:
  - RAM: 64 KB
  - Video RAM: 68 KB
  - Z80 RAM: 2 KB
- verwijderbare geheugenkaart:
  - 8kb of 68-pins JEIDA ver.3 specificatiegeheugen
    - ieder 68-pinsgeheugen dat voldoet aan de JEIDA ver.3 specificatie voldoet

## Emulatie

### Pc
Voor de Neo-Geo zijn meerdere emulatoren verschenen, de bekendste zijn:
- Nebula
- Kawaks

### Nintendo Wii
De Wii-spelcomputer van Nintendo emuleert middels de Virtual Console-online dienst Neo-Geo-spellen en kunnen met Wii Points worden afgerekend.